# Avipes
Avipes (лат., буквально: птиценогий) — сомнительный (nomen dubium) род ископаемых архозавров спорного систематического положения, известный из отложений среднего триаса, возраст которых оценивается в приблизительно 240 млн лет. В род включают единственный вид — Avipes dillstedtianus. 

## История изучения
Единственный известный образец представляет частичную ископаемую стопу (плюсневые кости), обнаруженную в Глайхамберге, Тюрингия, Германия, в песчаных отложениях латышского песчаника, и описан Фридрихом фоном Хюне в 1932 году. 
Первоначально был классифицирован как представитель тероподных динозавров. Считалось, что он может быть целурозавром или цератозавром, но дальнейшее исследование ископаемого материала показало, что он слишком неполон, чтобы быть отнесённым к группе, более точной, чем архозавры, и поэтому он был расценен как неопределённый Раухутум и Хунгербюлером в 2000 году. Если Avipes действительно являются динозавром, то, в таком случае, это один из первых динозавров. Тем не менее, также он может быть другим представителем динозавроморф, птерозавром, крокодилом или каким-либо ещё животным.